# 中国人民大学新光平民发展协会
新光平民发展协会（简称人大新光协会、新光协会、新光，前称新光农民工创业孵化平民学校）是中国人民大学学生社团，创办于2011年4月，发起人吴俊东。至2015年總計招募逾200名志愿者。曾舉辦多次工友元旦晚会及歌唱晚会。還办有夜校，为人大后勤工人义务讲课。后因关注后勤工人维权，并参与佳士事件，于2019年初被校方注销。

## 历史
2011年4月成立，同月，新光协会创办“新光夜校”，为人大的后勤工人讲学，课程涉及英语、理财、养生、法律时政、电子产品等内容，曾被《人民日报》、《中国青年报》等媒体报道。2017年4月25日，隨着參與的工友逐漸變少，新光协会发布公开信宣布夜校停办。公開信中提到，夜校對於工人處於過高的需求層次，而社會不能給予夜校所授知識現實價值的反饋。《南方週末》的報道指出，工友們認爲工作太累，下班更愿意娛樂。《南方都市报》社论認爲：“公益行动者的工作不符合受益人的需求”，夜校“留给公益界的难题还有待回答。”媒体人翰墨评论認爲“生存压力盖过了自我实现的要求”。据中央社报道，“新光夜校”是因“工友的工时变长、待遇未随之提升，夜校参与率严重下滑被迫停办”，“其后，新光协会为替工友维权，与校方及管理工友的后勤集团日益紧张。”
2018年暑假，会长陈可欣等协会成员参与佳士事件。2019年1月2日，中国人民大学学生社团联合会微信公众号公告宣布新光协会即日起暂停活动、限期整改，限期3个月。1月4日，新光协会发出声明表示，秉持人大精神为工人发声却遭整改，他们无法接受。1月18日，人大后勤集团、人大学生处发布通报称，人大一位后勤工人伙同新光协会部分学生盗刷食堂餐费，并再次警告新光协会。1月21日，人大团委社团部、学生社团联合会宣布，即日起注销新光协会。